# Monumento Memorial Che Guevara

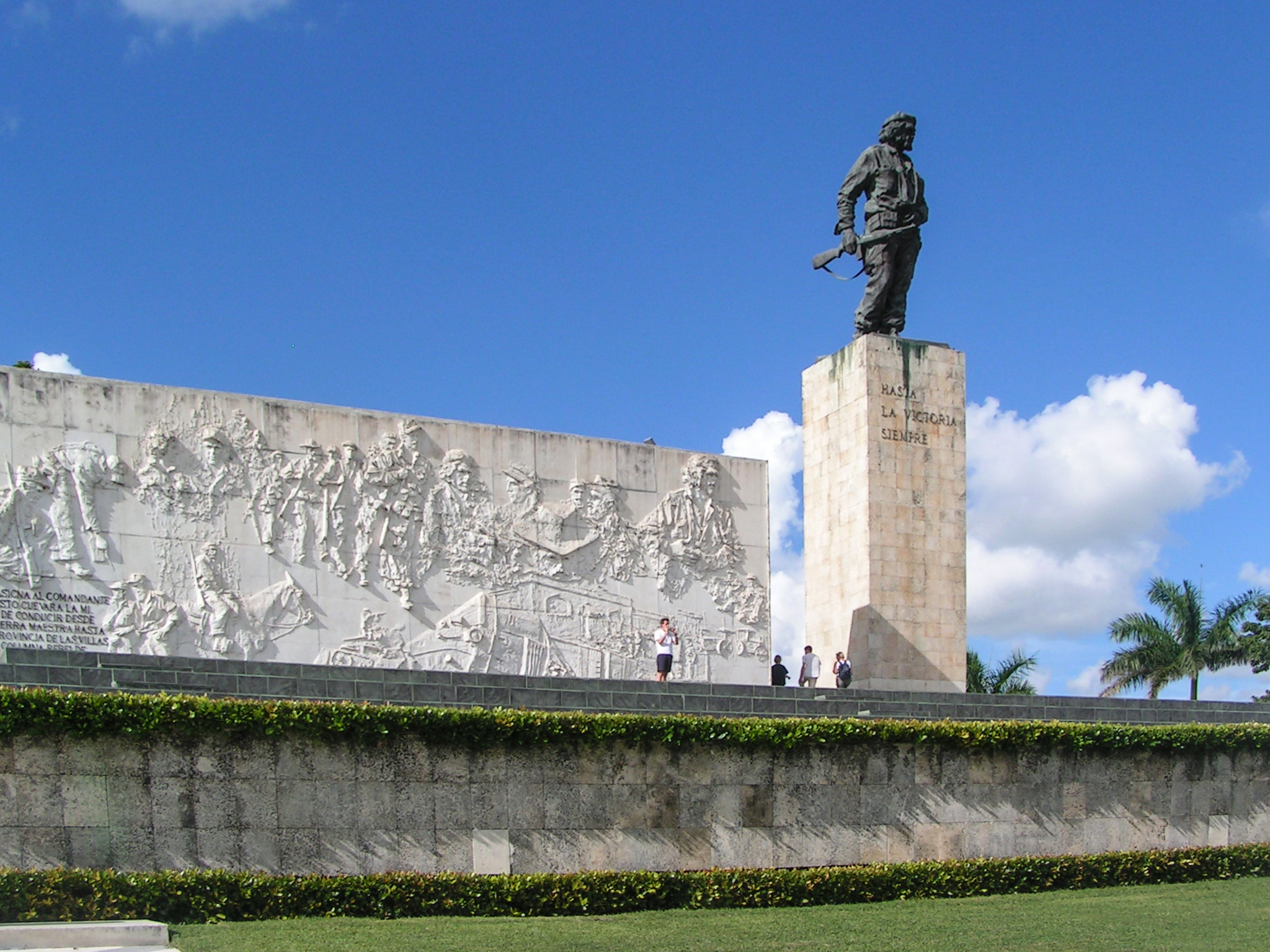
Monumento Memorial Che Guevara

Das Museo y Monumento Memorial Comandante Ernesto Che Guevara (spanisch für „Museum und Monument der Erinnerung an den Kommandanten Ernesto Che Guevara“) in Santa Clara (Kuba) ist ein nationales Denkmal der Kubanischen Revolution. Seit 1997 beherbergt es auch das Mausoleum des gebürtigen Argentiniers. Die Anlage befindet sich im Westen der Stadt auf dem „Plaza de la Revolución“. Seit der Eröffnung im Jahr 1988 zählte die Anlage bis September 2014 knapp 3,6 Millionen Besucher.

## Geschichte
Das vom Architekten Jorge Cao Campos und dem Bildhauer José Delarra entworfene Monument wurde anlässlich des 30. Jahrestages der Schlacht von Santa Clara im Beisein Raul Castros enthüllt. Nach sechsjähriger Bauzeit wurde die Anlage 1988 fertiggestellt.
Dreißig Jahre zuvor überfielen 18 Guerilleros des Movimiento 26 de Julio unter ihrem Comandante Ernesto Che Guevara den Tren Blindado in Santa Clara – einen Zug, vollbeladen mit Waffen und Munition. Mit den erbeuteten Waffen gelang die Eroberung Santa Claras und die Überwindung der Batista-Diktatur.

## Denkmalanlage

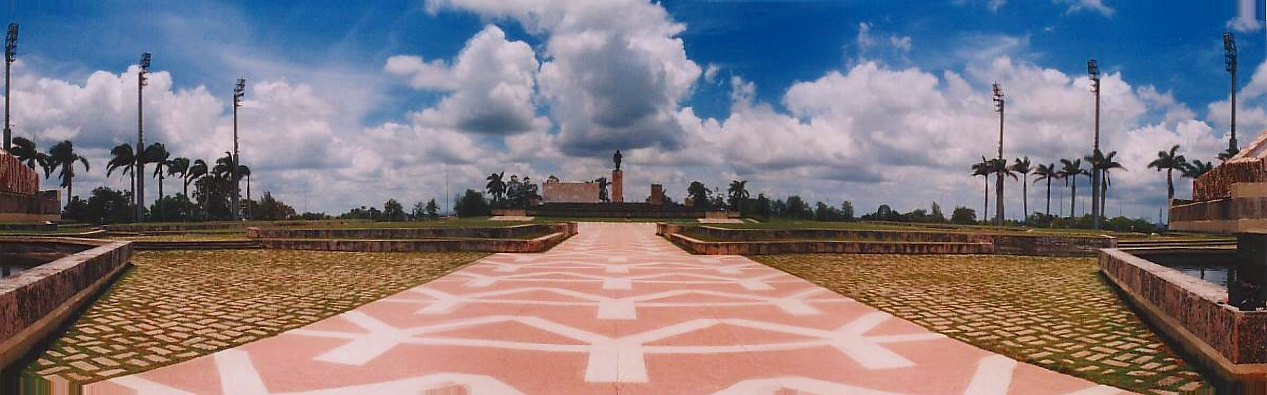
Mausoleum von Che Guevara (Panorama Gesamtanlage)

Im Zentrum der Denkmalanlage steht die mächtig erscheinende sechs Meter hohe Bronzestatue Che Guevaras. Er ist in voller Kampfmontur sowie einem eingegipsten Arm dargestellt. Diesen hatte er sich in der entscheidenden Schlacht um Santa Clara gebrochen. Auf einem Flachrelief neben der Statue werden Kampfszenen aus seinem Leben gezeigt. Eingravierte Zitate aus seinem Abschiedsbrief, den er vor seinem Aufbruch nach Bolivien schrieb, vermitteln dem Besucher die emotionalen Beweggründe für die Fortsetzung seines Kampfes auf dem lateinamerikanischen Festland.

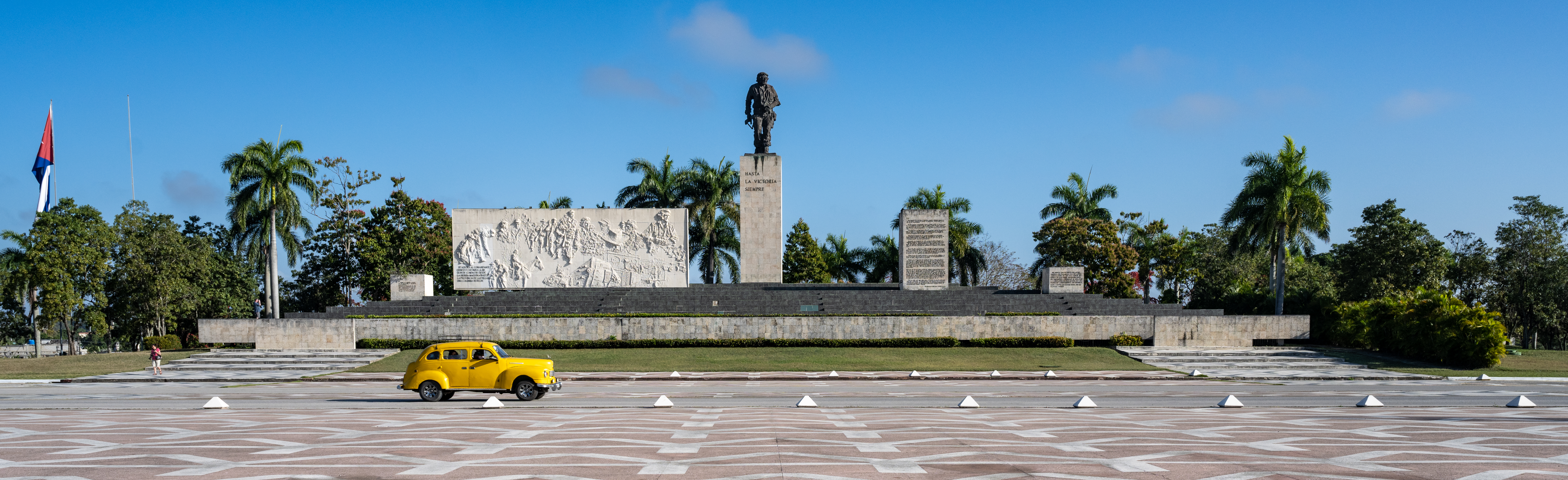
Monumento Memorial Che Guevara in Santa Clara, Kuba (Panorama nah)

Das Museum und das Mausoleum befinden sich auf dem rückwärtigen Teil des Monuments. Es wurde von Blanca Hernández Guivernau entworfen und zeigt persönliche Gegenstände aus Che Guevaras Leben, wie seine Uniform, seine Mütze, sein Pistolenhalfter und sein Telefon.
Das Mausoleum ist einer Höhle nachempfunden und beherbergt die sterblichen Überreste Ernesto Che Guevaras. Unter den hier ebenfalls beigesetzten 38 Kampfgefährten befinden sich auch die Gebeine Tamara Bunkes. Sie war die einzige Frau, die sich Che Guevaras Kampf in Bolivien anschloss.

## Rückkehr Che Guevaras
Der „Comandante“ wurde am 9. Oktober 1967 – nach Versuchen, einen Guerillaaufstand in Bolivien herbeizuführen – inhaftiert und ermordet. 1997 fanden Archäologen in Bolivien seine Überreste und die von sechs seiner Mitstreiter. Nach der Überführung auf Kuba wurde er mit allen militärischen Ehren am 17. Oktober 1997 beigesetzt.
In einer Kolonne grüner Militärjeeps wurden die kleinen hölzernen Särge von Havanna nach Santa Clara transportiert. Als die Überreste vor mehreren hunderttausend Menschen auf dem Platz der Revolution entladen wurden, sang ein Chor von Schulkindern Carlos Pueblas „Hasta siempre, comandante“.
Fidel Castro wandte sich an die Menschenmenge mit den Worten: „Warum dachten sie, er würde als Kämpfer aufhören zu existieren, wenn sie ihn töten? Heute ist er überall dort präsent, wo es eine gerechte Sache zu verteidigen gilt! Er ist heute zu einer unauslöschbaren Marke in der Geschichte geworden und seine leuchtenden Augen, wie die eines Propheten, machen ihn zu einem Symbol für all die Armen dieser Welt!“
Seiner Rede folgten, zeitgleich in Havanna und Santa Clara, 21 Kanonenschüsse als Salut. Luftschutzsirenen auf der gesamten Insel ertönten in Anerkennung an Ernesto Che Guevaras Lebensleistungen. Die Ewige Flamme im Mausoleum entzündete der „Comandante en Jefe“ Fidel Castro persönlich.